# Ihlow (Aurichi járás)
Ihlow egy község Németországban, az Aurichi járásban. Lakosainak száma 12 597 fő (2023. december 31.).

## Népessége
| Lakosok száma | 12 315 | 12 399 | 12 418 | 12 456 | 12 608 | 12 597 |
|               | 2016   | 2017   | 2019   | 2021   | 2022   | 2023   |

## Földrajza
Ihlow Aurich és Großefehn községekkel határos.

## A község részei
| falvak               | népség | falúreszek                               |
| -------------------- | ------ | ---------------------------------------- |
| Bangstede            | 336    | –                                        |
| Barstede             | 361    | –                                        |
| Ihlowerfehn          | 1964   | –                                        |
| Ihlowerhörn          | 1085   | Lübbertsfehn, Hüllenerfehn, Westersander |
| Ludwigsdorf          | 933    | –                                        |
| Ochtelbur            | 839    | –                                        |
| Ostersander          | 763    | Weene                                    |
| Riepe                | 2162   | –                                        |
| Riepster Hammrich    | 140    | –                                        |
| Simonswolde          | 1658   | –                                        |
| Westerende-Holzloog  | 373    | Herrenhütten, Werringerhörn              |
| Westerende-Kirchloog | 1690   | Fahne, Fahnstermoor                      |
| összes               | 12.304 | —                                        |